# Dalechampia francisceana
Dalechampia francisceana är en törelväxtart som beskrevs av Henri Ernest Baillon. Dalechampia francisceana ingår i släktet Dalechampia och familjen törelväxter. Inga underarter finns listade i Catalogue of Life.